# Joan Smalls
Joan Smalls Rodriguez, conhecida por apenas Joan Smalls (Hatillo, Porto Rico, 11 de julho de 1988) é uma modelo porto-riquenha. Em 2011 tornou-se a primeira latino-americana a representar a marca de cosméticos Estée Lauder. Smalls também desfilou no Victoria's Secret Fashion Show nas edições de 2011, 2012, 2013, 2014,2015 e 2016.

## Biografia
Seu pai, Eric Smalls, é um contador com ascendência africana, de São Tomás (Ilhas Virgens Americanas); já a mãe, Betzaida Rodriguez, é uma assistente social porto-riquenha. Além da africana ela tem descendência Espanhola, Indígena, Irlandesa e Hindu.
A modelo se formou na Universidade Interamericana de Porto Rico, em psicologia. Após a universidade, ela se mudou para Nova York para se tornar um modelo. Ela assinou com a Elite Model Management em 2007. Em 2009, deixou a Elite Model Management e assinou com IMG Models em todo o mundo, onde mudou seu foco para o trabalho na passarela. 
Ela foi a primeira modelo porto-riquenha escolhida pelas marcas para estrelar suas campanhas publicitárias, incluindo Gucci, Chanel, Fendi, Calvin Klein, Givenchy, Roberto Cavalli, Lacoste, Gap, Ralph Lauren, Mercedes-Benz, Tiffany & Co. e tantas outras. 

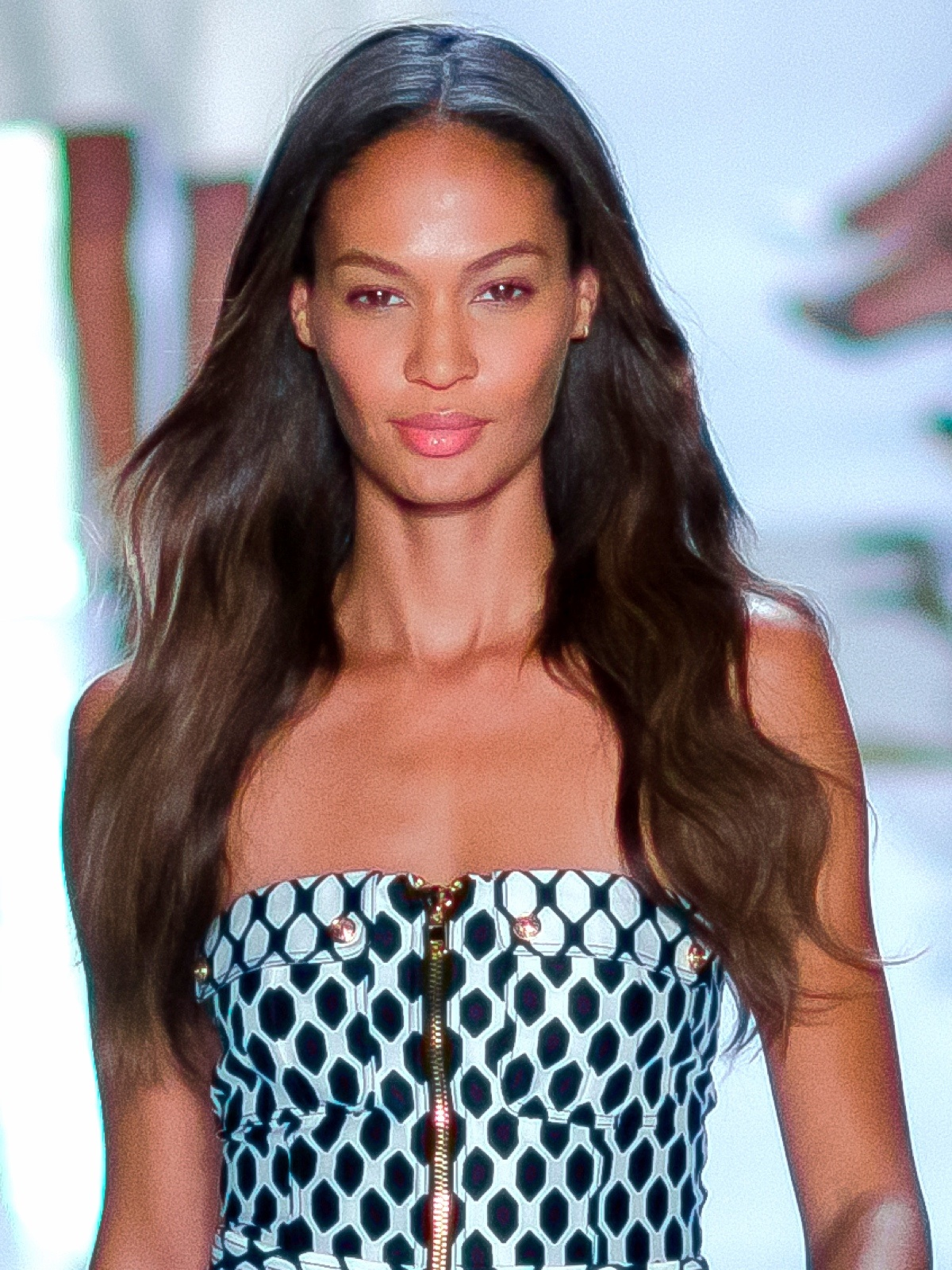
Joan Smalls desfilando em 2014 pela coleção primavera/verão da estilista Diane von Fürstenberg

### Televisão e mídia
Em 2012 Joan Smalls apresentou junto com o modelo Karlie Kloss a série de moda da MTV: House of Style.
Em 2006, ela apareceu no videoclipe do Ricky Martin, "It's Alright". Em novembro de 2013, estrelou com o ator Michael K. Williams o videoclipe e curta-metragem: "Phoenix", do rapper americano ASAP Rocky, escrito por Asia Argento e Francesco Carrozzini e dirigido por Carrozzini. 
Em 2013, ela apareceu no clipe "Yoncé", da Beyoncé.

## Prêmios e reconhecimento

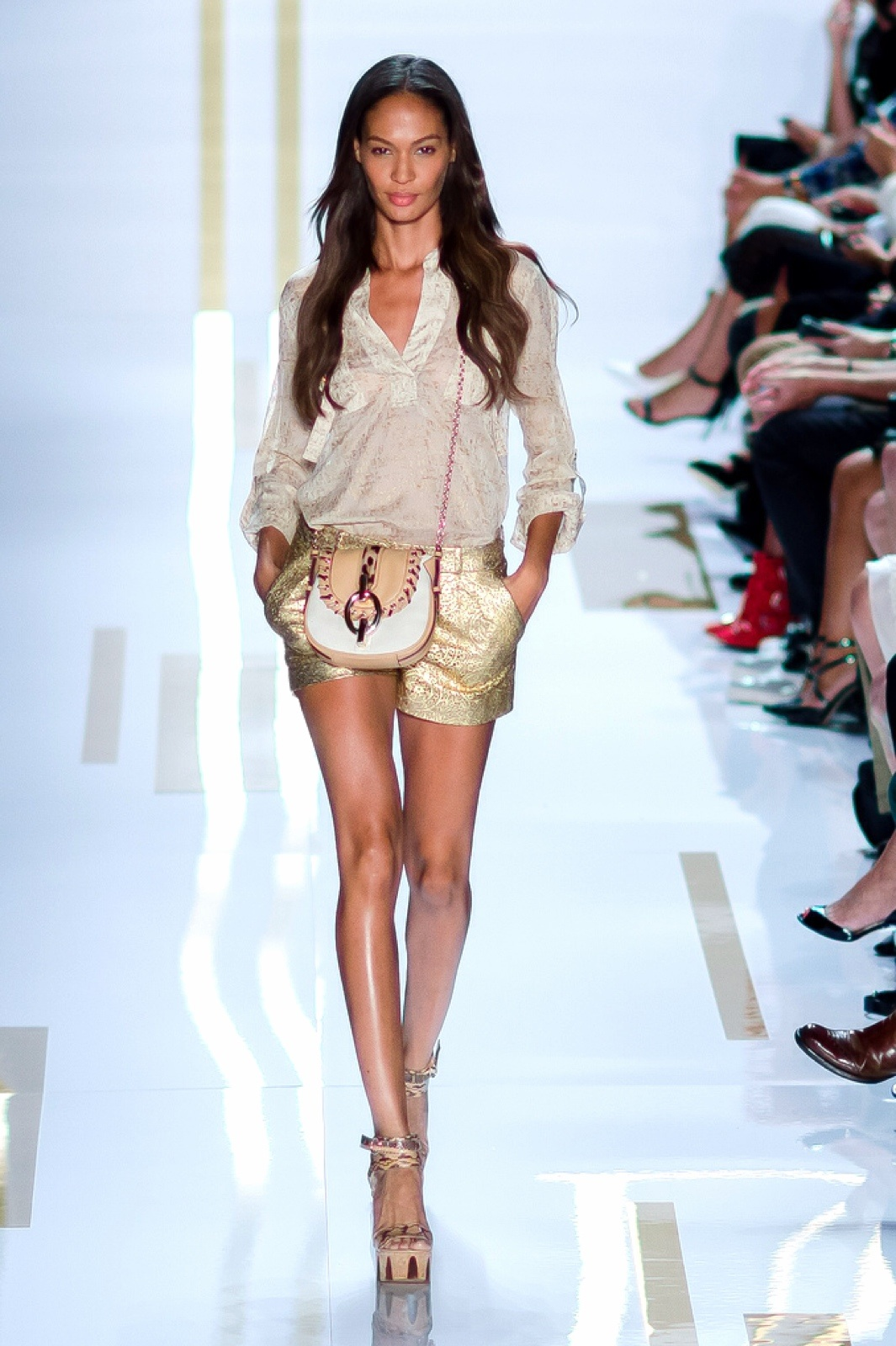
Joan Smalls em 2013.

Em 2012, ela foi nomeada a "Modelo do Ano" no 9.º Prêmio Anual "Style Awards". A supermodelo Iman Mohamed Abdulmajid deu para ela o prêmio.
Em setembro de 2012, Smalls foi classificada como número 1 na lista "Top 50 de Modelos Mulheres" por Models.com. Ela permaneceu no topo da lista até agosto de 2014, quando o site a nomeou como uma das "Novas Tops".
Em abril de 2014, a supermodelo Cindy Crawford postou uma atualização em sua página no Facebook chamando Joan Smalls de uma de suas novos modelas favoritas. Crawford escreveu: "[...] Ela tem um grande estilo - sexy e elegante, com um toque de garoto jogado! E ela mostrou seus grandes movimentos no vídeo "Yoncé ".